# Hot (EP)
Hot é o extended Play (EP) de estreia do cantor sul-coreano Taeyang, lançado pela YG Entertainment em 22 de maio de 2008. O EP produziu os singles "Prayer" e "Only Look at Me" e atingiu o topo da parada sul-coreana Miak Albums Chart. Além disso, Hot foi bem recebido pelo público e pela crítica especializada, levando Taeyang a receber dois prêmios no Korean Music Awards de 2008, sendo eles de Melhor Canção R&B/Soul por "Only Look At Me" e de Melhor Álbum de R&B/Soul, tornando-o primeiro membro de um grupo masculino a receber tais prêmios.

## Lista de faixas
| N.º            | Título                                           | Letras         | Música                   | Arranjos              | Duração |  |
| 1.             | "Hot" (Intro)                                    | G-Dragon       | G-Dragon, Brave Brothers | Brave Brothers        | 1:30    |  |
| 2.             | "Prayer" (기도; Gido; com participação de Teddy) | Teddy Park     | Teddy Park, Kush         | Teddy Park, Kush      | 3:41    |  |
| 3.             | "Only Look at Me" (나만 바라봐; Naman Barabwa)   | Teddy Park     | Teddy Park, Kush         | Teddy Park            | 4:01    |  |
| 4.             | "Sinner" (죄인; Jwein)                           | Yang Hyun-suk  | Gabe Lopez               | Rebel, JV, Gabe Lopez | 3:13    |  |
| 5.             | "Baby I'm Sorry"                                 | G-Dragon       | Jeon Seung Woo           | Jeon Seung Woo        | 4:06    |  |
| 6.             | "Make Love" (com participação de Kush)           | Kush           | Kush                     | Kush                  | 3:25    |  |
| Duração total: | Duração total:                                   | Duração total: | Duração total:           | Duração total:        | 19:55   |  |

Notas
- "Prayer" contém demonstrações de "High" por David Hallyday.

## Desempenho nas paradas musicais
Na Coreia do Sul, Hot atingiu o topo da parada mensal da Miak Albums Chart referente ao mês de maio de 2008, além disso, obteve vendas de mais de cinquenta mil cópias durante o referido ano no país.

### Posições
| Paradas (2008)                            | Melhor posição |
| ----------------------------------------- | -------------- |
| Coreia do Sul (Miak Monthly Albums Chart) | 1              |

## Histórico de lançamento
| Região        | Data               | Formato             | Gravadora                   |
| ------------- | ------------------ | ------------------- | --------------------------- |
| Coreia do Sul | 22 de maio de 2008 | CD download digital | YG Entertainment Mnet Media |